# Дендрологічний провулок
Дендрологі́чний прову́лок — провулок у Подільському районі міста Києва, місцевість Куренівка. Пролягає від Сирецької вулиці до кінця забудови.

## Історія
Провулок виник у середині XX століття під назвою 734-та Нова вулиця. 1953 року отримав назву  провулок Лодигіна, на честь російського винахідника Олександра Лодигіна. До середини 1980-х років до провулку прилучалася вулиця Лодигіна (тепер — вулиця Тараса Трясила) (скорочена під час знесення старої забудови). 
Сучасна назва на честь Сирецького дендрологічного парку — з 2022 року.